# Дублінський університет
Дублінський університет (англ. University of Dublin) — один із чотирьох університетів Дубліна, найстаріший університет Ірландії, один із семи «давніх університетів» Великої Британії та Ірландії (англ. Ancient universities). Він є членом Асоціації ірландських університетів та входить до Коїмбрської групи. Університет розташований у Дубліні (Ірландія).
На сьогодні в університеті навчається близько 16 000 студентів.

## Історія
Університет був заснований 1592 року англійською королевою Єлизаветою I під назвою The College of the Holy and Undivided Trinity of Queen Elizabeth near Dublin.
На відміну від університетів Оксфорда та Кембриджа з численними коледжами, на взірець яких було створено університет, у Дубліні існує тільки один коледж — Триніті-коледж. Тому на практиці поняття «Trinity College, Dublin» та «University of Dublin» використовують як синоніми.

## Відомі викладачі
- Джордж Клегхорн (1716—1794) — професор, 13 років вивчав епідемічні хвороби на острові Менорка, заснував Единбурзьке королівське медичне товариство.